# Liste d'écrivains ivoiriens
 (juin 2020).
Si vous disposez d'ouvrages ou d'articles de référence ou si vous connaissez des sites web de qualité traitant du thème abordé ici, merci de compléter l'article en donnant les références utiles à sa vérifiabilité et en les liant à la section « Notes et références ».
Cette liste, non exhaustive, recense les écrivains ivoiriens réputés, du pays ou de la diaspora, en toute langue. Elle peut inclure quelques non nationaux, plutôt d'avant l'indépendance, et divers binationaux depuis, mais aussi ceux qui revendiquent au moins en partie leur ivoirité.

## Liste alphabétique

### A
- Fodjo Kadjo Abo (1959-), essayiste : Que ne ferait-on pas pour du pognon[1]? (L'Harmattan, 2015).
- Josette Abondio (1949-), romancière, écrivaine pour enfants, dramaturge[2].
- Marguerite Abouet (1971-), écrivain de romans graphiques, bédéiste, scénariste, réalisatrice, séries[3]: Aya de Yopougon, Akissi.
- Anne-Marie Adiaffi (1951-), romancière[4].
- Jean-Marie Adiaffi (1941-1999), poète, romancier, écrivain, scénariste[5], cinéaste et critique littéraire, Yale Sonan (1969), La Carte d'identité (1980), D'éclairs et de foudres (1980).
- Célestin-Virgile Adiko (1935-1977), dramaturge et poète.
- Francesca Aghimaney (1994), romancière et poète, Amour, amertume et autres réflexions  (2020), L'orpheline, la gourde et le boa  (2022).
- Paul Ahizi (1941-2015), agronome, poète, Une poignée de main (1985), Regards, visages et pensées d'Afrique (2007).
- Paul Yao Akoto (1938-), biologiste, politique, L'envol des tisserins (1986).
- Alexis (1976-), romancière et poète.
- Alexis Allah (1961-), en France depuis 1985, professeur de français, autobiographe, romancier, La Nuit des cauris (1999), L'Enfant palmier (2002), L'œil du marigot (2005).
- François-Joseph Amon d'Aby (1913-2007), archiviste, dramaturge, essayiste, La conversion des habitants de Yabi (1938-), La Couronne aux enchères (1956), Le Murmure du roi (1984), Le théâtre en Côte d'Ivoire, des origines à 1960 (1988).
- Marcel Amondji (1934-), historien, politique, essayiste, Souvenirs d'un enfant de Bingerville ou Brève histoire de mon entrée en francophonie (2016), Oiseaux savants et indigènes aphasiques. De l'africanisme en France comme une variété de négationnisme (2018).
- Michèle Assamoua (1941-)[6], d’origine française, Le Défi. Couples mixtes en Côte d'Ivoire (2012).
- Fargass Assandé (1962-), comédien, metteur en scène, dramaturge, Petite Fleur (2009).
- Annick Assemian (1952-)[7], peintre, graveure, auteure enfance.

### B
- Séry Bailly (1948-2018), universitaire, académicien, politique, nouvelliste, essayiste, L'honneur de Morifindjan (2015).
- Mahoua S. Bakayoko (1969-), romancière et éditrice.
- Maurice Bandaman (1962-), romancier, dramaturge, politique, Le fils de-la-femme-mâle (1993), La Terre qui pleure (1998), Même au Paradis, on pleure quelquefois (2000).
- Angèle Bassolé-Ouédraogo (1967-, canado-burkinabé, ivoirienne d’adoption), journaliste, chercheure, poétesse, éditrice, Burkina blues (2000).
- Irié Goli Bi (1960-) ou Mathurin Goli Bi Irié, romancier, poète, dramaturge, La Lycéenne (2012), Et l'Afrique se rebella (2015), Sous le voile de la mariée (2016).
- Joachim Bohui Dali (1953-), poète, philosophe, Maïéto pour Zekia (1988), Kostas Georgiu ou la chanson du péril mercenaire (1990).
- Fatou Bolli (1952-) Djigbô (1977).
- Tanella Boni (1954-), universitaire, philosophe, poétesse, romancière, nouvelliste, essayiste, critique, auteure jeunesse, Labyrinthe  (1984), Une vie de crabe (1990), Que vivent les femmes d’Afrique ? (2008), Là où il fait si clair en moi (2017).
- Isabelle Boni-Claverie (1972-), scénariste, réalisatrice, documentariste, romancière, La Grande Dévoreuse (1990).
- Frédéric Bruly Bouabré (1923-2014), artiste visuel, dessinateur, poète, inventeur de l’écriture bété.

### C
- Jeanne de Cavally (1926-1992), auteure jeunesse, Papi Abidjan (1978), Bley et sa bande (1985).
- Micheline Coulibaly, (1950 au Vietnam–2003 aux États-Unis), nouvelliste, auteure enfance, Le Chien, le chat et le tigre (1988), Nan la bossue (1988), Kaskou l'intrépide (2002), Les confidences de Médor (2011).

### D
- Bernard Dadié (1916-2019), romancier, dramaturge, poète, politique, académicien[8], lauréat du Grand Prix des mécènes 2016, Les Voix dans le vent (1970), Béatrice du Congo (1971), Îles de tempête (1973), Carnet de prison (1984).
- Tidiane Dem (1908-1991), intellectuel, homme d’affaires, politicien, écrivain, La dynastie de Sinématiali (1953), Masseni (1977), Samory dans le pays sénoufo.
- Henriette Diabaté (1935-), historienne, enseignante, politique, Aniaba, un Assinien à la cour de Louis XIV (1975), Le Sannvin, un royaume akan de la Côte d’Ivoire (1701-1901). Sources orales et Histoire (thèse, 1984), Mémorial de la Côte d’Ivoire (1988).
- Muriel Diallo (1967-), artiste-peintre, illustratrice, conteuse, auteure enfance, Le fils de l'Aurore (1999), La femme-arbre et le chasseur (2004).
- Marion Diby Zinnanti (1960-)[9], Kwata, Makossa et turbulences à Kamanda ou les damnés de Kamanda (2002).
- Gina Dick (1957-)[10], nouvelliste, auteure enfance, Cœurs meurtris (1993), L'Injure (199), Un drôle de bienfaiteur (2002), Le lièvre et la pintade (2006), Le chien et le poisson (2012).
- Ernesto Djédjé (1947-1983), chanteur, parolier, poète-fabuliste, danseur, musicien.
- Yehni Djidji (1988-), écrivaine, blogueuse, Série 21 (2019).
- Bertin B. Doutéo pseudonyme de Bonaventure Etté Bodjui (1927-1990), archiviste, fonctionnaire, politique, poète, Cloches et grelots  (1953), La Maison isolée (1963), L'Harmonica oublié (1966).

### E
- Noël X. Ebony pseudonyme de Noël Essy Kouamé (1953-1986), journaliste, poète, romancier, Déjà vu (1983), Quelque part (2010), Les Masques (1985).
- Macaire Etty (1967-), enseignant, poète, nouvelliste, romancier, Grand prix des associations littéraires 2017 (Catégorie Belles-Lettres), Grand Prix National Bernard Dadié de Littérature 2024. Auteur de Gloire et Déclin apocalyptique (2012), La Loi des Ancêtres (2014), Zaouli, le pacte d'amour et de raison (2020).

### F
- Cissé Fatou Fanny ou Fatou Fanny-Cissé ou Fat Tall (1971-2018), féministe[11], Destination tendresse (2001), Je ne veux plus que mon mari sorte (2013), De mère en fille (2019), Les nuages du passé, Maeva.

### G
- Gauz (1971-), (pseudonyme d’Armand Patrick Gbaka-Brédé), photographe, scénariste, rédacteur en chef, romancier, Debout-Payé (2014), Camarade Papa (2018), Black Manoo (2020).
- Laurent Gbagbo (1945-), politique, président, Soundjata, lion du Manding (2006), Pour la vérité et la justice (2014).
- Michel Gbagbo (1969-), universitaire, poète, essayiste, Côte d'Ivoire : un air de changement (2006), Quelle place pour les « fous guéris ?  (2015), Un matin d’avril (2017).
- Simone Gbagbo (1949-), syndicaliste, politique, Paroles d'honneur (2007).
- Werewere-Liking Gnepo (1950-), d’origine camerounaise, dramaturge, poétesse, romancière, La Puissance de Um (1979), Orphée-Dafric (1981).
- Serge Grah (1972-), journaliste, poète, essayiste, Kolou le chasseur (2008), Serge Bilé - Ma parole pour le Noir aux lumières éteintes (2019).
- Gilbert G. Groud (1956-), peintre, illustrateur, bédéiste, Magie Noire (2003-2008).
- Israël Guébo (1982-), journaliste, entrepreneur culturel, blogueur, La vie comme elle va : chroniques (2013), Compagnie Caïman (2016).
- Josué Guébo (1972-), poète, dramaturge, nouvelliste, L'or n'a jamais été un métal (2009), Le blues des oranges (2016), Le sacre de Djétéhi (2021).

### H
- Sirantou Fatoumata Haidara (1970 ?)[12], Toute une vie (2001).
- Flore Hazoumé (1959-), d’origine bénino-congolaise, nouvelliste, romancière, La Vengeance de l'Albinos (1996), Le crépuscule de l'Homme (2002), Je te le devais bien... (2012).

### K
- Anoma Kanié (1927-2004), journaliste, poète, conteur, romancier, essayiste, diplomate.
- Bob Kanza (1977-), Congolais exilé, bédéiste, Sergent Deutogo.
- Simone Kaya (1937-2007), romancière, Les Danseuses d'Impé-eya. Jeunes filles à Abidjan (1976), Le Prix d'une vie (1984).
- Fatou Keïta (1965-), universitaire, auteure enfance, Le petit garçon bleu (1996).
- Pierre Kipré (1945-), historien, Côte d'Ivoire : la formation d'un peuple (2005), Cultures et identités nationales en Afrique de l'Ouest (2014).
- Tiburce Koffi (1955-), enseignant, musicien, dramaturge, journaliste, essayiste, Le paradis infernal (2007), La médaille de la honte (2007), Mélédouman (2014).
- André Silver Konan (1976-), journaliste, essayiste, L'opposant historique (2007), Raison d'État (2011).
- Venance Konan (1958-), journaliste, nouvelliste, romancier, Les Prisonniers de la haine (2003), Robert et les Catapila (2005).
- Yacouba Konaté (1953-), universitaire, conservateur de musée, écrivain, critique d'art, Alpha Blondy : Reggae et société en Afrique Noire, Sacrifices dans la ville. Le citadin chez le devin.
- Amadou Koné (1953-), écrivain, universitaire, professeur de littérature francophone et de culture africaine, De la chaire au trône... (1975), Les Frasques d'Ebinto (1975), Terre ivoirienne (1979), Le Respect des morts... (1980), Kaméléfata (1987).
- Barthélémy Kotchy (1934-2019), universitaire, politique, écrivain, Olifant noir (1982), Une lecture africaine de Léon Gontran Damas (1989).
- Adjoua Flore Kouamé (1964-), nouvelliste, romancière, La valse des tourments (1998).
- Isaie Biton Koulibaly (1949-2021), romancier, nouvelliste, Les Deux amis (1978), Ma joie en lui (1984), Sur le chemin de la gloire (1999), Adjoba et le président (2013).
- Ahmadou Kourouma (1927-2003), romancier, Les soleils des indépendances (1968), Monnè, outrages et défis (1990), En attendant le vote des bêtes sauvages (1998), Allah n'est pas obligé (2000).
- Geneviève Koutou Guhl (1960 ?)[13], auteure enfance, Foreba le bonheur (1988), L'Arbre de Foreba.
- Agnès Kraidy (1965-), écrivain, journaliste, éditorialiste, biographe, nouvelliste, Les Affranchis du sort (2020).
- Koffi Kwahulé (1956-), comédien, metteur en scène, dramaturge, romancier, Cette vieille magie noire (1993), Jaz (1998), Le jour où Ti'zac enjamba la peur (2016).

### L
- Aké Loba (1927-2012), politique, diplomate, poète, romancier, Kocoumbo, l’étudiant noir (1960), Les Fils de Kouretcha (1970), Les Dépossédés, (1973), Le Sas des parvenus (1990).
- Michelle Lora (1968-), universitaire, romancière, auteure enfance, La ceinture de madame Fourmi (2009), Le voyage de Cabosse (2014), Thamima la capricieuse (2017), Saklou (2019).

### M
- Cédric Marshall Kissy (1988-), poète, nouvelliste, Ciel d’Amour, terre de haine (2010), Tréfonds de cœurs de pierre (2011), L'amour selon elle, nouvelles (2012), La Mère rouge (2016).

### N
- Innocent Naki (1976-) (en Suisse depuis 2001), journaliste, essayiste, La Suisse, les étrangers et les noirs (2004), Métissage culturel, regards de femmes (2006), Sois parfait ou retourne chez toi ! (2007).
- Camara Nangala (1955-), professeur et écrivain, nouvelliste, romancier, poète, auteur enfance, Chants incantatoires, Le Cahier noir, Le Chant de la liberté, La Poupée, La Ronde des hyènes, Princesse Ebla.
- Goley Niantié Lou (1970 ?) (émigrée au Canada)[14], nouvelliste, La Graine stérile (1996), Gagné-gagné, perdu-perdu (1999).
- Charles Nokan (1936-2022), poète, romancier, dramaturge, Le soleil noir point (1962), Violent était le vent (1966), Les Malheurs de Tchakö, pièce en 5 tableaux (1968), La rupture (2015).

### O
- Oumar Ndao (1966-) Ecrivain, auteur de "Corps et âmes" (nouvelles), "C'est idiot d'aimer" (Nouvelles), "Les voleurs de rêves (Roman), Ceddo (Bande dessinée), Tout L'univers Dans La Tête (roman)
- Pascale Quao-Gaudens (1963-), illustratrice, éditrice, libraire, Entre deux mondes (2011)[15].
- Gaston Ouassénan Koné (1939-), officier, politique, romancier, L’homme qui vécut trois vies (1976), Aller retour (1977).
- Anzata Ouattara (1974-), journaliste, nouvelliste, Les coups de la vie (2018).
- Denis Oussou-Essui (1934-2010), journaliste, écrivain, poète, politique, Les saisons sèches (1979), Le temps des hymnes (2005), La souche calcinée (2005).

### S
- Marinette Secco (1921-) (France, Canada, Côte d’Ivoire))[16], Une Juive dans la famille (2001), Le Destin de la Juive (2001), Les Coupeurs de langues (2001), Poèmes de ma paillote (2001).
- Marie-Simone Séri (1954-)[17] (Burkinabé, ivoirienne, française), infirmière, Mon enfant mon cri ma vie (1997).
- Maboula Soumahoro (1976-), franco-ivoirienne, universitaire.
- Sylvain Kean Zoh (1972-) écrivain, homme politique, romancier, La voie de ma rue (2001), Le printemps de la fleur fanée (2009)[18].
- Soumaila Diarrassouba (1992), Rédacteur web-écrivain militant, auteur de Mémoires d'un migrant en Europe (2019), Leila, la victime(2018), la vie des migrants en Europe (2024), Mémoires d'un migrant en Afrique(2023), Le retour d'Ali le Migrant (2024) et d'autres publications anonymes.

### T
- Véronique Tadjo (1955–), poète, romancière, auteure jeunesse, Latérite (1983), À vol d’oiseau (1988).
- Boris Anselme Takoué (1990-), journaliste et écrivain, Sylvia, la fille aux yeux bleus (2020).
- Kitia Touré (1956-2012), écrivain, réalisateur, scénariste, enseignant-chercheur d’université.

### Y
- Edith Yah Brou (1984-), entrepreneure, influenceuse, blogueuse.
- Regina Yaou (1955–2017), romancière, Lezou Marie ou les écueils de la vie (1982), La Révolte d'Affiba (1985).

### Z
- Bernard Zadi Zaourou (1938–2012), universitaire, poète, dramaturge, essayiste, politique, Aube prochaine (1958-), Les Sofas (1967), La Termitière (1984).

## Liste chronologique

### 1910
- François-Joseph Amon d'Aby (1913-2007), archiviste, dramaturge, essayiste, La conversion des habitants de Yabi (1938-), La Couronne aux enchères (1956), Le Murmure du roi (1984), Le théâtre en Côte d'Ivoire, des origines à 1960 (1988).
- Bernard Dadié (1916-2019), romancier, dramaturge, poète, politique, académicien[8], lauréat du Grand Prix des mécènes 2016, Les Voix dans le vent (1970), Béatrice du Congo (1971), Îles de tempête (1973), Carnet de prison (1984).
- Tidiane Dem (1908-1991), intellectuel, homme d’affaires, politicien, écrivain, La dynastie de Sinématiali (1953), Masseni (1977), Samory dans le pays sénoufo.

### 1920
- Marinette Secco (1921-) (France, Canada, Côte d’Ivoire)[16], Une Juive dans la famille (2001), Le Destin de la Juive (2001), Les Coupeurs de langues (2001), Poèmes de ma paillote (2001).
- Frédéric Bruly Bouabré (1923-2014), artiste visuel, dessinateur, poète, inventeur de l’écriture bété.
- Jeanne de Cavally (1926-1992), auteure jeunesse, Papi Abidjan (1978), Bley et sa bande (1985).
- Bertin B. Doutéo, pseudonyme de Bonaventure Etté Bodjui (1927-1990), archiviste, fonctionnaire, politique, poète, Cloches et grelots  (1953), La Maison isolée (1963), L'Harmonica oublié (1966).
- Anoma Kanié (1927-2004), journaliste, poète, conteur, romancier, essayiste, diplomate.
- Ahmadou Kourouma (1927–2003), romancier, Les soleils des indépendances (1968), Monnè, outrages et défis (1990), En attendant le vote des bêtes sauvages (1998), Allah n'est pas obligé (2000).
- Aké Loba (1927-2012), politique, diplomate, poète, romancier, Kocoumbo, l’étudiant noir (1960), Les Fils de Kouretcha (1970), Les Dépossédés, (1973), Le Sas des parvenus (1990).

### 1930
- Marcel Amondji (1934-), historien, politique, essayiste, Souvenirs d'un enfant de Bingerville ou Brève histoire de mon entrée en francophonie (2016), Oiseaux savants et indigènes aphasiques. De l'africanisme en France comme une variété de négationnisme (2018).
- Barthélémy Kotchy (1934-2019), universitaire, politique, écrivain, Olifant noir (1982), Une lecture africaine de Léon Gontran Damas (1989).
- Denis Oussou-Essui (1934-2010), journaliste, écrivain, poète, politique, Les saisons sèches (1979), Le temps des hymnes (2005), La souche calcinée (2005).
- Henriette Diabaté (1935-), historienne, enseignante, politique, Aniaba, un Assinien à la cour de Louis XIV (1975), Le Sannvin, un royaume akan de la Côte d’Ivoire (1701 – 1901). Sources orales et Histoire (thèse, 1984), Mémorial de la Côte d’Ivoire (1988).
- Amoi Fatho (1935-2019)[19]  poète. Adieu (1955)[20], Mon beau pays d'Ivoire (1967)[20].
- Célestin-Virgile Adiko (1935-1997) Professeur agrégé, diplomate, historien, dramaturge, écrivain et homme politique ivoirien. Histoire des Peuples Noirs, avec la collaboration d'André Clérici (1963), L'Épopée de la Reine Pokou (1971).
- Charles Nokan (1936-2022)[21], poète, romancier, dramaturge, Le soleil noir point (1962), Violent était le vent (1966), Les Malheurs de Tchakö, pièce en 5 tableaux (1968), La rupture (2015).
- Simone Kaya (1937-2007), romancière, Les Danseuses d'Impé-eya. Jeunes filles à Abidjan (1976), Le Prix d'une vie (1984).
- Paul Yao Akoto (1938-), biologiste, politique, L'envol des tisserins (1986).
- Bernard Zadi Zaourou (1938–2012), universitaire, poète, dramaturge, essayiste, politique, Aube prochaine (1958-), Les Sofas (1967), La Termitière (1984).
- Gaston Ouassénan Koné (1939-), officier, politique, romancier, L’homme qui vécut trois vies (1976), Aller retour (1977).

### 1940
- Gaston Demand Goh (1940-) (?), dramaturge[20].
- Jean-Marie Adiaffi (1941-1999), poète, romancier, écrivain, scénariste, cinéaste et critique littéraire, Yale Sonan (1969), La Carte d'identité (1980), D'éclairs et de foudres (1980).
- Paul Ahizi (1941-2015), agronome, poète, Une poignée de main (1985), Regards, visages et pensées d'Afrique (2007).
- Michèle Assamoua (1941-)[6], d’origine française, Le Défi. Couples mixtes en Côte d'Ivoire (2012).
- Koffi Gabriel Atta (1942-2019), écrivain, dramaturge, critique littéraire. " La vengeance du roi koumman", drame historique en trois actes. (1967)[22],[23].
- Koffi Raphael Atta (1942-) écrivain, dramaturge " Sur le trône d'or" (1970)[20].
- Laurent Gbagbo (1945-), politique, président, Soundjata, lion du Manding (2006), Pour la vérité et la justice (2014).
- Pierre Kipré (1945-), historien, Côte d'Ivoire : la formation d'un peuple (2005), Cultures et identités nationales en Afrique de l'Ouest (2014).
- Ernesto Djédjé (1947-1983), chanteur, parolier, poète-fabuliste, danseur, musicien.
- Séry Bailly (1948-2018), universitaire, académicien, politique, nouvelliste, essayiste, L'honneur de Morifindjan (2015).
- Simone Gbagbo (1949-), syndicaliste, politique, Paroles d'honneur (2007).
- Isaie Biton Koulibaly (1949-2021), romancier, nouvelliste, Les Deux amis (1978), Ma joie en lui (1984), Sur le chemin de la gloire (1999), Adjoba et le président (2013).
- Josette Abondio (1949-), romancier, écrivain pour enfants, dramaturge.

### 1950
- Micheline Coulibaly, (1950 au Vietnam–2003 aux États-Unis), nouvelliste, auteure enfance, Le Chien, le chat et le tigre (1988), Nan la bossue (1988), Kaskou l'intrépide (2002), Les confidences de Médor (2011).
- Werewere-Liking Gnepo (1950-), d’origine camerounaise, dramaturge, poétesse, romancière, La Puissance de Um (1979), Orphée-Dafric (1981).
- Anne-Marie Adiaffi (1951-), romancière.
- Annick Assemian (1952-)[7], peintre, graveure, auteure enfance.
- Fatou Bolli (1952-) Djigbô (1977).
- Joachim Bohui Dali (1953-), poète, philosophe, Maïéto pour Zekia (1988), Kostas Georgiu ou la chanson du péril mercenaire (1990).
- Noël X. Ebony, pseudonyme de Noël Essy Kouamé (1953-1986), journaliste, poète, romancier, Déjà vu (1983), Quelque part (2010), Les Masques (1985).
- Yacouba Konaté (1953-), universitaire, conservateur de musée, écrivain, critique d'art, Alpha Blondy : Reggae et société en Afrique Noire, Sacrifices dans la ville. Le citadin chez le devin.
- Amadou Koné (1953-), écrivain, universitaire, professeur de littérature francophone et de culture africaine, De la chaire au trône... (1975), Les Frasques d'Ebinto (1975), Terre ivoirienne (1979), Le Respect des morts... (1980), Kaméléfata (1987).
- Tanella Boni (1954-), universitaire, philosophe, poétesse, romancière, nouvelliste, essayiste, critique, auteure jeunesse, Labyrinthe  (1984), Une vie de crabe (1990), Que vivent les femmes d’Afrique ? (2008), Là où il fait si clair en moi (2017).
- Marie-Simone Séri (1954-)[16] (Burkinabé, ivoirienne, française), infirmière, Mon enfant mon cri ma vie (1997).
- Tiburce Koffi (1955-), enseignant, musicien, dramaturge, journaliste, essayiste, Le paradis infernal (2007), La médaille de la honte (2007), Mélédouman (2014).
- Camara Nangala (1955-), professeur et écrivain, nouvelliste, romancier, poète, auteur enfance, Chants incantatoires[24], Le Cahier noir, Le Chant de la liberté, La Poupée, La Ronde des hyènes, Princesse Ebla.
- Véronique Tadjo (1955–), poète, romancière, auteure jeunesse, Latérite (1983), À vol d’oiseau (1988).
- Regina Yaou (1955–2017), romancière, Lezou Marie ou les écueils de la vie (1982), La Révolte d'Affiba (1985).
- Gilbert G. Groud (1956-), peintre, illustrateur, bédéiste, Magie Noire (2003-2008).
- Koffi Kwahulé (1956-), comédien, metteur en scène, dramaturge, romancier, Cette vieille magie noire (1993), Jaz (1998), Le jour où Ti'zac enjamba la peur (2016).
- Kitia Touré (1956-2012), écrivain, réalisateur, scénariste, enseignant-chercheur d’université.
- Gina Dick (1957-)[10], nouvelliste, auteure enfance, Cœurs meurtris (1993), L'Injure (199), Un drôle de bienfaiteur (2002), Le lièvre et la pintade (2006), Le chien et le poisson (2012).
- Venance Konan (1958-), journaliste, nouvelliste, romancier, Les Prisonniers de la haine (2003), Robert et les Catapila (2005).
- Flore Hazoumé (1959-), d’origine bénino-congolaise, nouvelliste, romancière, La Vengeance de l'Albinos (1996), Le crépuscule de l'Homme (2002), Je te le devais bien... (2012).

### 1960
- Irié Goli Bi (1960-) ou Mathurin Goli Bi Irié, romancier, poète, dramaturge, La Lycéenne (2012), Et l'Afrique se rebella (2015), Sous le voile de la mariée (2016).
- Marion Diby Zinnanti (1960-)[9], Kwata, Makossa et turbulences à Kamanda ou les damnés de Kamanda (2002).
- Geneviève Koutou Guhl (1960 ?)[13], auteure enfance, Foreba le bonheur (1988), L'Arbre de Foreba.
- Alexis Allah (1961-), en France depuis 1985, professeur de français, autobiographe, romancier, La Nuit des cauris (1999), L'enfant-palmier (2002), L'œil du marigot (2005).
- Fargass Assandé (1962-), comédien, metteur en scène, dramaturge, Petite Fleur (2009).
- Maurice Bandaman (1962-), romancier, dramaturge, politique, Le fils de-la-femme-mâle (1993), La Terre qui pleure (1998), Même au Paradis, on pleure quelquefois (2000).
- Pascale Quao-Gaudens (1963-), illustratrice, éditrice, libraire, Entre deux mondes (2011)[15].
- Adjoua Flore Kouamé (1964-), nouvelliste, romancière, La valse des tourments (1998).
- Fatou Keïta (1965-), universitaire, auteure enfance, Le petit garçon bleu (1996).
- Martin Aka Kouadio (1965 ?)[25], Arts au féminin en Côte d'Ivoire (2009).
- Agnès Kraidy (1965-), écrivain, journaliste, éditorialiste, biographe, nouvelliste, Les Affranchis du sort (2020).
- Angèle Bassolé-Ouédraogo (1967-, canado-burkinabé, ivoirienne d’adoption)[26], journaliste, chercheure, poétesse, éditrice, Burkina blues (2000).
- Muriel Diallo (1967-), artiste-peintre, illustratrice, conteuse, auteure enfance, Le fils de l'Aurore (1999), La femme-arbre et le chasseur (2004).
- Macaire Etty (1967-), enseignant, poète, nouvelliste, romancier, Grand prix des associations littéraires 2017 (Catégorie Belles-Lettres), Gloire et Déclin apocalyptique (2012), La Loi des Ancêtres (2014), Zaouli, le pacte d'amour et de raison (2020).
- Michelle Lora (1968-), universitaire, romancière, auteure enfance, La ceinture de madame Fourmi (2009), Le voyage de Cabosse (2014), Thamima la capricieuse (2017), Saklou (2019).
- Michel Gbagbo (1969-), universitaire, poète, essayiste, Côte d'Ivoire : un air de changement (2006), Quelle place pour les « fous guéris ?  (2015), Un matin d’avril (2017).

### 1970
- Sirantou Fatoumata Haidara (1970 ?)[12], Toute une vie (2001).
- Goley Niantié Lou (1970 ?) (émigrée au Canada)[14], nouvelliste, La Graine stérile (1996), Gagné-gagné, perdu-perdu (1999).
- Marguerite Abouet (1971-), écrivain de romans graphiques, bédéiste, scénariste, réalisatrice de séries : Aya de Yopougon, Akissi.
- Cissé Fatou Fanny ou Fatou Fanny-Cissé ou Fat Tall (1971-2018), féministe[11], Destination tendresse (2001), Je ne veux plus que mon mari sorte (2013), De mère en fille (2019), Les nuages du passé, Maeva.
- Gauz (1971-), (pseudonyme d’Armand Patrick Gbaka-Brédé), photographe, scénariste, rédacteur en chef, romancier, Debout-Payé (2014), Camarade Papa (2018), Black Manoo (2020).
- Isabelle Boni-Claverie (1972-), scénariste, réalisatrice, documentariste, romancière, La Grande Dévoreuse (1990).
- Serge Grah (1972-), journaliste, poète, essayiste, Kolou le chasseur (2008), Serge Bilé - Ma parole pour le Noir aux lumières éteintes (2019).
- Josué Guébo (1972-), poète, dramaturge, nouvelliste, L'or n'a jamais été un métal (2009), Le blues des oranges (2016), Le sacre de Djétéhi (2021).
- Anzata Ouattara (1974-), journaliste, nouvelliste, Les coups de la vie (2018).
- André Silver Konan (1976-), journaliste, essayiste, L'opposant historique (2007), Raison d'État (2011).
- Innocent Naki (1976-) (en Suisse depuis 2001), journaliste, essayiste, La Suisse, les étrangers et les noirs (2004), Métissage culturel, regards de femmes (2006), Sois parfait ou retourne chez toi ! (2007).
- Maboula Soumahoro (1976-), franco-ivoirienne, universitaire.
- Bob Kanza (1977-), Congolais exilé), bédéiste, Sergent Deutogo.

### 1980
- Israël Guébo (1982-), journaliste, entrepreneur culturel, blogueur, La vie comme elle va : chroniques (2013), Compagnie Caïman (2016).
- Edith Yah Brou (1984-), entrepreneure, influenceuse, blogueuse.
- Yehni Djidji (1988-), écrivaine, blogueuse, Série 21 (2019).
- Cédric Marshall Kissy (1988-), poète, nouvelliste, Ciel d’Amour, terre de haine (2010), Tréfonds de cœurs de pierre (2011), L'amour selon elle, nouvelles (2012), La Mère rouge (2016).